# Гранд Маунд (Ајова)
Гранд Маунд (енгл. Grand Mound) град је у америчкој савезној држави Ајова. По попису становништва из 2010. у њему је живело 642 становника.

## Демографија
Према попису становништва из 2010. у граду је живело 642 становника, што је -34 (-5.0%) становника више него 2000. године.
| Група             | 2000.       | 2010.       |
| Белци             | 660 (97,6%) | 624 (97,2%) |
| Афроамериканци    | 0 (0,0%)    | 0 (0,0%)    |
| Азијати           | 1 (0,1%)    | 2 (0,3%)    |
| Хиспаноамериканци | 9 (1,3%)    | 11 (1,7%)   |
| Укупно            | 676         | 642         |